# Alessandro Bruno
Alessandro Bruno (Benevento, 4 luglio 1983) è un allenatore di calcio ed ex calciatore italiano, di ruolo centrocampista, tecnico del Latina.

## Caratteristiche tecniche
Mediano di sostanza, capace di recuperare palloni e all'occorrenza di impostare l'azione. Inizia la carriera come attaccante, per poi adattarsi al ruolo di centrocampista.

## Carriera

### Giocatore
Proveniente prima dal vivaio della G. Grippo e poi successivamente perfezionatosi nel vivaio del Benevento, nel 2010 - dopo varie esperienze in terza serie - passa alla Nocerina (squadra con cui aveva già giocato nel 2006), con cui il 23 aprile 2011 ottiene - con tre giornate d'anticipo - la promozione nella serie cadetta. A questo successo seguirà quello della vittoria della Supercoppa di Lega di Prima Divisione.
Esordisce in Serie B il 27 agosto 2011 in occasione di Sassuolo-Nocerina (3-1), abbandonando il terreno di gioco dopo 23' per infortunio. Il 19 ottobre 2012 prolunga il proprio contratto fino al 2014.
Il 9 luglio 2013 sottoscrive un contratto biennale con il Latina.
Il 3 febbraio 2015 passa a titolo definitivo al Pescara. All'esordio con gli abruzzesi rimedia - dopo 13 minuti di gioco - la lesione miotendinea del retto femorale destro, chiudendo in anticipo la stagione. La stagione successiva conquista la promozione insieme al resto della squadra in serie A. Debutta nella massima competizione il 19 novembre nella ripresa di Juventus-Pescara 3-0 ricevendo anche un'ammonizione.
Il 31 agosto 2017 firma un contratto con il Livorno, con il quale, il 28 aprile successivo, vince il girone A della Serie C. L'8 dicembre segna, dopo quattro minuti dal suo ingresso in campo contro il Foggia, la sua prima rete in maglia amaranto, nella vittoria per 3-1.
Il 23 gennaio 2019 viene ingaggiato nuovamente dal Pescara, in Serie B.
Il 29 agosto 2020, scaduto il contratto con gli abruzzesi, è ingaggiato dal Casarano, club militante nel girone H della Serie D.
Nella stagione 2021/2022 passa al Notaresco, squadra abruzzese che milita nel girone F della Serie D, diventandone anche capitano. Gioca nella formazione teramana anche la stagione successiva fino al 15 febbraio 2023, quando, a seguito delle dimissioni del tecnico Tiziano De Patre, assume la guida della squadra ritirandosi al contempo dall'attività agonistica.

### Allenatore

#### Gli inizi, Notaresco
Il 15 febbraio 2023 viene nominato nuovo allenatore del Notaresco (squadra in cui militava e della quale era capitano), in Serie D, al posto del dimissionario Tiziano De Patre, appendendo conseguentemente gli scarpini al chiodo dopo una lunga carriera da calciatore e iniziando contestualmente quella di allenatore. Condurrà i teramani alla salvezza vincendo ai playout contro il Roma City il successivo 21 maggio. La stagione successiva conduce i tareschini a un soffio dai play-off, al termine decide di non proseguire il rapporto con i rossoblù.

#### Arzignano Valchiampo e Latina
Meno di un mese dopo, il 16 giugno 2024 sale di categoria venendo nominato nuovo tecnico dell'Arzignano Valchiampo in Serie C. Quattro mesi dopo, il 14 ottobre 2024, con la squadra all'ultimo posto in classifica, viene esonerato. Alla fine della stessa stagione rescinde col club vicentino.
Il 7 aprile 2025 firma per il club pontino del Latina con cui centra la salvezza arrivando 15º nel girone C di Serie C grazie a due vittorie su tre.

## Statistiche

### Presenze e reti nei club
| Stagione             | Squadra              | Campionato           | Campionato | Campionato | Coppe nazionali | Coppe nazionali | Coppe nazionali | Coppe continentali | Coppe continentali | Coppe continentali | Altre coppe | Altre coppe | Altre coppe | Totale | Totale |
| Stagione             | Squadra              | Comp                 | Pres       | Reti       | Comp            | Pres            | Reti            | Comp               | Pres               | Reti               | Comp        | Pres        | Reti        | Pres   | Reti   |
| -------------------- | -------------------- | -------------------- | ---------- | ---------- | --------------- | --------------- | --------------- | ------------------ | ------------------ | ------------------ | ----------- | ----------- | ----------- | ------ | ------ |
| 2001-2002            | Benevento            | C1                   | 1          | 0          | CI-C            | 1               | 0               | -                  | -                  | -                  | -           | -           | -           | 2      | 0      |
| 2002-2003            | Benevento            | C1                   | 9          | 0          | CI-C            | 2               | 0               | -                  | -                  | -                  | -           | -           | -           | 11     | 0      |
| 2003-2004            | Benevento            | C1                   | 23+1       | 0          | CI-C            | 5               | 1               | -                  | -                  | -                  | -           | -           | -           | 29     | 1      |
| Totale Benevento     | Totale Benevento     | Totale Benevento     | 33+1       | 0          |                 | 8               | 1               |                    | -                  | -                  |             | -           | -           | 42     | 1      |
| 2004-2005            | Pro Vasto            | C2                   | 31         | 0          | CI-C            | 0               | 0               | -                  | -                  | -                  | -           | -           | -           | 31     | 0      |
| 2005-gen. 2006       | Taranto              | C2                   | 10         | 0          | CI-C            | 1               | 0               | -                  | -                  | -                  | -           | -           | -           | 11     | 0      |
| gen.-giu. 2006       | Nocerina             | C2                   | 12         | 0          | CI-C            | -               | -               | -                  | -                  | -                  | -           | -           | -           | 12     | 0      |
| 2006-2007            | Val di Sangro        | C2                   | 32         | 1          | CI-C            | 1               | 0               | -                  | -                  | -                  | -           | -           | -           | 33     | 1      |
| 2007-2008            | Val di Sangro        | C2                   | 26+2       | 0          | CI-C            | 3               | 0               | -                  | -                  | -                  | -           | -           | -           | 31     | 0      |
| Totale Val di Sangro | Totale Val di Sangro | Totale Val di Sangro | 58+2       | 1          |                 | 4               | 0               |                    | -                  | -                  |             | -           | -           | 64     | 1      |
| 2008-2009            | Catanzaro            | 2D                   | 21         | 0          | CI-LP           | 0               | 0               | -                  | -                  | -                  | -           | -           | -           | 21     | 0      |
| 2009-2010            | Catanzaro            | 2D                   | 31+3       | 0          | CI-LP           | 3               | 0               | -                  | -                  | -                  | -           | -           | -           | 37     | 0      |
| Totale Catanzaro     | Totale Catanzaro     | Totale Catanzaro     | 52+3       | 0          |                 | 3               | 0               |                    | -                  | -                  |             | -           | -           | 58     | 0      |
| 2010-2011            | Nocerina             | 1D                   | 27         | 0          | CI-LP           | 5               | 0               | -                  | -                  | -                  | SL-PD       | 2           | 0           | 34     | 0      |
| 2011-2012            | Nocerina             | B                    | 38         | 0          | CI              | 2               | 0               | -                  | -                  | -                  | -           | -           | -           | 40     | 0      |
| 2012-2013            | Nocerina             | 1D                   | 26+2       | 0          | CI              | 2               | 0               | -                  | -                  | -                  | -           | -           | -           | 32     | 0      |
| Totale Nocerina      | Totale Nocerina      | Totale Nocerina      | 104+2      | 0          |                 | 10              | 0               |                    | -                  | -                  |             | 2           | 0           | 118    | 0      |
| 2013-2014            | Latina               | B                    | 39+3       | 1+1        | CI              | 1               | 0               | -                  | -                  | -                  | -           | -           | -           | 43     | 2      |
| 2014-gen. 2015       | Latina               | B                    | 19         | 0          | CI              | 1               | 0               | -                  | -                  | -                  | -           | -           | -           | 20     | 0      |
| Totale Latina        | Totale Latina        | Totale Latina        | 58+3       | 1+1        |                 | 2               | 0               |                    | -                  | -                  |             | -           | -           | 63     | 2      |
| gen.-giu. 2015       | Pescara              | B                    | 1          | 0          | CI              | -               | -               | -                  | -                  | -                  | -           | -           | -           | 1      | 0      |
| 2015-2016            | Pescara              | B                    | 18+3       | 0          | CI              | 0               | 0               | -                  | -                  | -                  | -           | -           | -           | 20     | 0      |
| 2016-2017            | Pescara              | A                    | 15         | 0          | CI              | 1               | 0               | -                  | -                  | -                  | -           | -           | -           | 15     | 0      |
| 2017-2018            | Livorno              | C                    | 26         | 0          | CI+CI-C         | 1               | 0               | -                  | -                  | -                  | SC-C        | 2           | 0           | 29     | 0      |
| 2018-gen. 2019       | Livorno              | B                    | 10         | 1          | CI              | 0               | 0               | -                  | -                  | -                  | -           | -           | -           | 10     | 1      |
| Totale Livorno       | Totale Livorno       | Totale Livorno       | 36         | 1          |                 | 1               | 0               |                    | -                  | -                  |             | 2           | 0           | 39     | 1      |
| gen.-giu. 2019       | Pescara              | B                    | 14+1       | 0          | CI              | -               | -               | -                  | -                  | -                  | -           | -           | -           | 15     | 0      |
| 2019-2020            | Pescara              | B                    | 9          | 0          | CI              | 1               | 0               | -                  | -                  | -                  | -           | -           | -           | 10     | 0      |
| Totale Pescara       | Totale Pescara       | Totale Pescara       | 57+4       | 0          |                 | 2               | 0               |                    | -                  | -                  |             | -           | -           | 63     | 0      |
| 2020-2021            | Casarano             | D                    | 28         | 0          | CI              | 2               | 0               | -                  | -                  | -                  | -           | -           | -           | 30     | 0      |
| 2021-2022            | Notaresco            | D                    | 31         | 0          | CI-D            | 1               | 0               | -                  | -                  | -                  | -           | -           | -           | 32     | 0      |
| 2022-2023            | Notaresco            | D                    | 17         | 0          | CI-D            | 1               | 0               | -                  | -                  | -                  | -           | -           | -           | 18     | 0      |
| Totale Notaresco     | Totale Notaresco     | Totale Notaresco     | 48         | 0          |                 | 2               | 0               |                    | -                  | -                  |             | -           | -           | 50     | 0      |
| Totale carriera      | Totale carriera      | Totale carriera      | 514+15     | 4          |                 | 35              | 1               |                    | -                  | -                  |             | 4           | 0           | 568    | 5      |

### Statistiche da allenatore
Statistiche aggiornate al 27 aprile 2025.
| Stagione         | Squadra              | Campionato       | Campionato | Campionato | Campionato | Campionato | Coppe nazionali | Coppe nazionali | Coppe nazionali | Coppe nazionali | Coppe nazionali | Coppe continentali | Coppe continentali | Coppe continentali | Coppe continentali | Coppe continentali | Altre coppe | Altre coppe | Altre coppe | Altre coppe | Altre coppe | Totale | Totale | Totale | Totale | % Vittorie | Piazzamento |
| Stagione         | Squadra              | Comp             | G          | V          | N          | P          | Comp            | G               | V               | N               | P               | Comp               | G                  | V                  | N                  | P                  | Comp        | G           | V           | N           | P           | G      | V      | N      | P      | %          | Piazzamento |
| ---------------- | -------------------- | ---------------- | ---------- | ---------- | ---------- | ---------- | --------------- | --------------- | --------------- | --------------- | --------------- | ------------------ | ------------------ | ------------------ | ------------------ | ------------------ | ----------- | ----------- | ----------- | ----------- | ----------- | ------ | ------ | ------ | ------ | ---------- | ----------- |
| feb.-giu. 2023   | Notaresco            | D                | 11+2       | 2+2        | 4          | 5          | CI-D            | -               | -               | -               | -               | -                  | -                  | -                  | -                  | -                  | -           | -           | -           | -           | -           | 13     | 4      | 4      | 5      | 30,77      | Sub., 16º   |
| 2023-2024        | Notaresco            | D                | 34         | 11         | 12         | 11         | CI-D            | 3               | 0               | 2               | 1               | -                  | -                  | -                  | -                  | -                  | -           | -           | -           | -           | -           | 37     | 11     | 14     | 12     | 29,73      | 9º          |
| Totale Notaresco | Totale Notaresco     | Totale Notaresco | 47         | 15         | 16         | 16         |                 | 3               | 0               | 2               | 1               |                    | -                  | -                  | -                  | -                  |             | -           | -           | -           | -           | 50     | 15     | 18     | 17     | 30,00      |             |
| lug.-ott. 2024   | Arzignano Valchiampo | C                | 9          | 1          | 1          | 7          | CI-C            | 1               | 0               | 0               | 1               | -                  | -                  | -                  | -                  | -                  | -           | -           | -           | -           | -           | 10     | 1      | 1      | 8      | 10,00      | Eson.       |
| apr.-giu. 2025   | Latina               | C                | 3          | 2          | 0          | 1          | CI-C            | -               | -               | -               | -               | -                  | -                  | -                  | -                  | -                  | -           | -           | -           | -           | -           | 3      | 2      | 0      | 1      | 66,67      | Sub., 15º   |
| 2025-2026        | Latina               | C                | 0          | 0          | 0          | 0          | CI-C            | 1               | 1               | 0               | 0               | -                  | -                  | -                  | -                  | -                  | -           | -           | -           | -           | -           | 1      | 1      | 0      | 0      | 100,00&    | in corso    |
| Totale Latina    | Totale Latina        | Totale Latina    | 3          | 2          | 0          | 1          |                 | 1               | 1               | 0               | 0               |                    | -                  | -                  | -                  | -                  |             | -           | -           | -           | -           | 4      | 3      | 0      | 1      | 75,00      |             |
| Totale carriera  | Totale carriera      | Totale carriera  | 59         | 18         | 17         | 24         |                 | 5               | 1               | 2               | 2               |                    | -                  | -                  | -                  | -                  |             | -           | -           | -           | -           | 64     | 19     | 19     | 26     | 29,69      |             |

## Palmarès

### Giocatore

#### Club

##### Competizioni nazionali
- Lega Pro Prima Divisione: 1

Nocerina: 2010-2011
- Serie C: 1

Livorno: 2017-2018 (girone A)
- Supercoppa di Lega di Prima Divisione: 1

Nocerina: 2011